# Augusta Lynx
Augusta Lynx byl profesionální americký klub ledního hokeje, který sídlil v Augustě ve státě Georgie. V letech 1998–2008 působil v profesionální soutěži East Coast Hockey League. Lynx ve své poslední sezóně v ECHL skončily v základní části. Své domácí zápasy odehrával v hale James Brown Arena s kapacitou 6 557 diváků. Klubové barvy byly modrá, černá, šedá a bílá.
Založen byl v roce 1998 po přestěhování Raleigh IceCaps do Augusty.

## Přehled ligové účasti
Zdroj:
- 1998–2003: East Coast Hockey League (Jihovýchodní divize)
- 2003–2004: East Coast Hockey League (Centrální divize)
- 2004–2005: East Coast Hockey League (Východní divize)
- 2005–2008: East Coast Hockey League (Jižní divize)